# Олімпік (Шарлеруа)
«Олімпік Шарлеруа» (нід. ROC Charleroi) — бельгійський футбольний клуб з міста Шарлеруа, заснований 1911 року.

## Історія
Клуб було створено 1911 року під назвою Caroloregian Lodelinsart Club Olympique, але вже 1913 року команда отримала назву «Олімпік» (Шарлеруа) (фр. Olympic Club Charleroi). З перших сезонів команда нав'язала конкуренцію іншому клубу міста «Спортінгу».
В 1937 році «Олімпік» вперше в історії вийшов до вищого дивізіону країни. У цьому ж році клуб також відсвяткував своє 25-річчя й отримав королівський титул, змінивши назву на Королівський олімпійський клуб Шарлеруа (фр. Royal Olympic Club de Charleroi). У 1947 році клуб домігся найбільших успіхів в історії, ставши віцечемпіоном Бельгії й лише на два очка відстав від чемпіона «Андерлехта».
У 1955 році «Олімпік» вилетів з елітного дивізіону, щоб повернутися до неї через рік. Друге перебування в першій лізі тривало сім років. Потім Олімпік двічі повернувся до вищої ліги в 1967 і 1975 роках, але кожного разу після одного сезону понижувався у класі.
У 1972 році клуб змінив назву на «Монтіньї-сюр-Самбре» (фр. ROC Montignies-sur-Sambre), але вже 1982 року повернувся до старої назви. У 1981 році клуб вилетів до третього дивізіону, а в 1984 році опустився навіть до четвертого, всього через десять років після того, як клуб грав у елітній лізі. Після першого сезону, який «Олімпік» закінчив в середині таблиці, команді все-таки вдалося зайняти перше місце в 1986 році та повернутись до третього дивізіону. У 1996 році «Олімпік» виграв і цей дивізіон, але перебування в другій лізі було недовгим і після одного сезону знову повернувся до третьої.
2000 року клуб об'єднався з командою «Маршьєн» (фр. RA Marchienne) і став називатись «Шарлеруа-Маршьєн» (фр. Charleroi-Marchienne). Втім об'єднання не допомогло команді й після банкрутства 2012 року у 2016 році команда повернула собі історичну назву «Олімпік».

## Сезони увищому дивізіоні Бельгії
| Сезон   | Місце       |
| ------- | ----------- |
| 1937-38 | 11          |
| 1938-39 | 3           |
| 1939-40 | 4           |
| 1940-41 | чвертьфінал |
| 1941-42 | 4           |
| 1942-43 | 9           |
| 1943-44 | 9           |
| 1944-45 | 8           |
| 1945-46 | 17          |
| 1946-47 | 2           |
| 1947-48 | 6           |
| 1948-49 | 14          |
| 1949-50 | 8           |

| Сезон   | Місце      |
| ------- | ---------- |
| 1950-51 | 9          |
| 1951-52 | 8          |
| 1952-53 | 7          |
| 1953-54 | 9          |
| 1954-55 | 16 (виліт) |
| 1956-57 | 11         |
| 1957-58 | 11         |
| 1958-59 | 11         |
| 1959-60 | 10         |
| 1960-61 | 13         |
| 1961-62 | 13         |
| 1962-63 | 16 (виліт) |
| 1967-68 | 16 (виліт) |
| 1974-75 | 19 (виліт) |

## Історія зміни назв
- Caroloregian Lodelinsart Club Olympique (1911–13)
- Olympic Club Charleroi (1913–21)
- Olympic Club Caroloregian Lodelinsart (1921–22)
- Olympic Club de Charleroi (1922–37)
- Royal Olympic Club de Charleroi (1937–72)
- Royal Olympic Club de Montignies-sur-Sambre (1972-82)
- Royal Olympic Club de Charleroi (1982—2000)
- Royal Olympic Club de Charleroi-Marchienne (2000—2016).
- Royal Olympic Club de Charleroi (з 2016)

## Досягнення
- Переможець третього дивізіону Бельгії: 1933, 1946, 1995, 2015

## Відомі гравці
| - Алфонс Петерс - Тоні Броньйо - Жак Дюкен - Анрі Де Декен - Констан Жоасем - Роберт Ламот - Жан-Марк Босман | - Штефан Ковач - Хаясі Акіхіро - Ференц Фюлеп - Самба Діавара - Грегорі Жендре - Амаду Туре - Самір Белуфа - Кадер Камара |

## Відомі тренери
- Штефан Ковач (1939—1941)